# Oberheckenbach

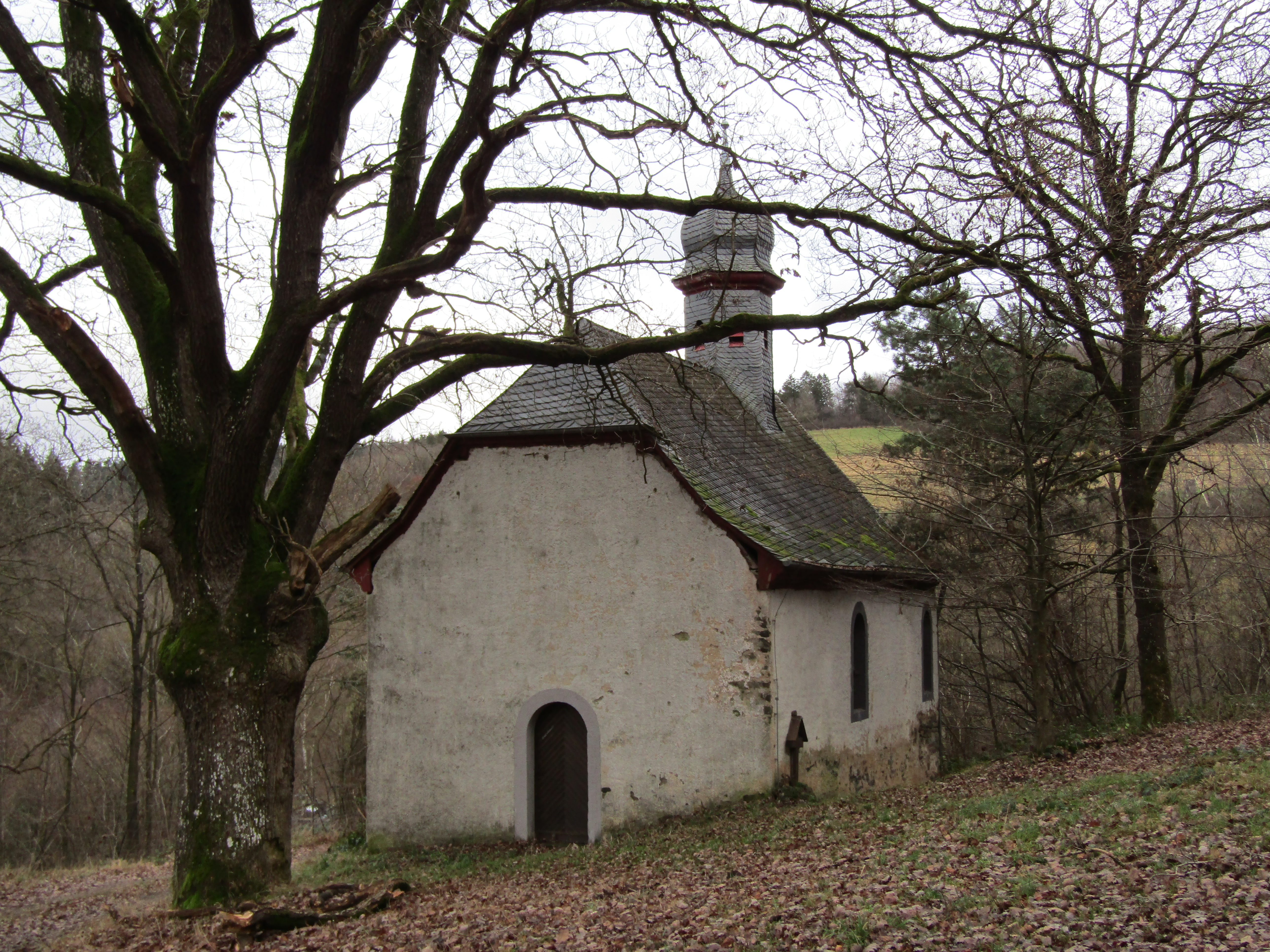
Die Kapelle St. Michael in Oberheckenbach

Oberheckenbach ist ein Ortsteil der Ortsgemeinde Heckenbach im Landkreis Ahrweiler in Rheinland-Pfalz.

## Geschichte
Dem Volksmunde nach liegen die Wurzeln von Oberheckenbach schon in keltischer Zeit, wofür es jedoch keine Indizien gibt.
Eine Kapelle wurde erstmals im 16. Jahrhundert erwähnt. Der aktuelle Bau wird auf das Jahr 1730 datiert, steht unter dem Patrozinium des Erzengel Michael und ist das letzte noch erhaltene Gebäude des alten Ortes.
Unter französischer Herrschaft wurde das Heckenbachgebiet zum Arrondissement Bonn und zur Mairie Virneburg gezählt. Ab 1815 wurde die Gemeinde Heckenbach mit den Ortschaften Oberheckenbach, Niederheckenbach, Watzel, Fronrath und Cassel dem Kreis Ahrweiler zugeteilt.
| Jahr | Einwohner |
| ---- | --------- |
| 1817 | 99        |
| 1843 | 139       |
| 1869 | 131       |
| 1895 | 105       |
| 1906 | 110       |
| 1933 | 100       |
| 1938 | 123       |
| 1940 | 0         |
| 1952 | 35        |
| 1991 | 17        |

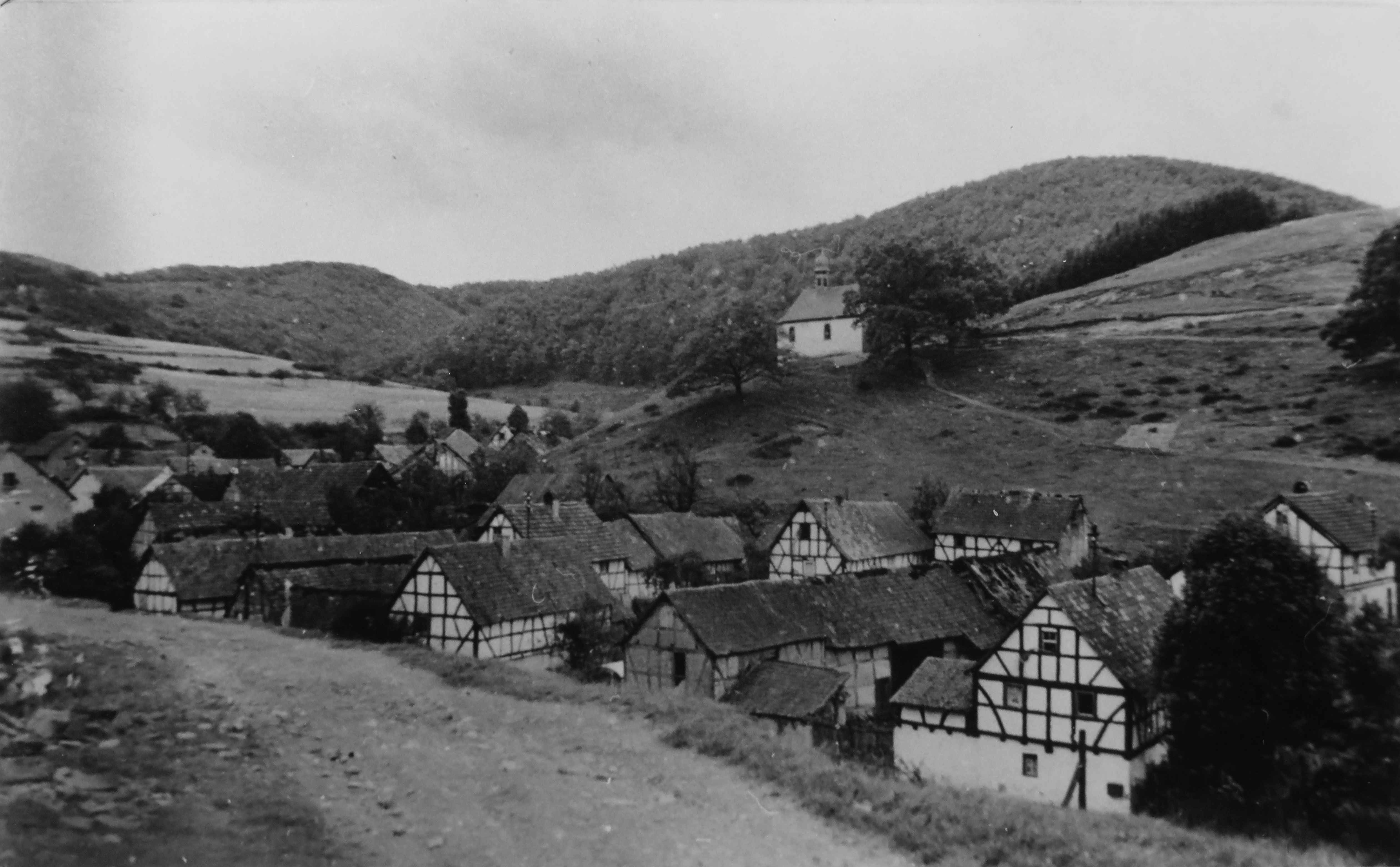
Oberheckenbach vor der Einrichtung des Luftwaffenübungsplatzes

Kurz vor Beginn des Zweiten Weltkriegs wurde der Ort im Zuge der Einrichtung des Luftwaffenübungsplatzes Ahrbrück am 1. November 1938 geräumt.
Nach Ende des Zweiten Weltkriegs wurde Oberheckenbach von Siedlern aus dem Ermland wiederbesiedelt.